# Olavo Bilac Pinto Neto
Olavo Bilac Pinto Neto (Rio de Janeiro, 8 de junho de 1963) é um advogado, produtor rural e político brasileiro, filiado ao União Brasil. É atualmente Deputado Federal. Tendo sido Secretário de Estado de Ciência, Tecnologia e Ensino Superior de Minas Gerais e Secretário de Desenvolvimento Regional e Política Urbana nos Governos tucanos em Minas Gerais. Olavo é neto de Olavo Bilac Pinto, ex-ministro do Supremo Tribunal Federal. 
Bilac é graduado em Direito pela Faculdade de Direito de Sete Lagoas. É filho de Francisco Bilac Moreira Pinto e Mariléa Freitas Moreira Pinto, família tradicional de Santa Rita do Sapucaí, no Sul de Minas Gerais. É neto de Olavo Bilac Pinto.
Iniciou sua vida pública em 1994 como Deputado Estadual pelo Partido da Frente Liberal (PFL) em Minas Gerais, exercendo o cargo até 2006, quando foi eleito Deputado Federal pelo Partido da República (PR), sendo reeleito em 2010.
Atualmente filiado ao União Brasil, em Minas Gerais, e exerce seu 4º mandato como Deputado Federal.

## Carreira Legislativa
Iniciou sua carreira legislativa como Deputado Estadual pelo PFL de Minas Gerais, em 1994, quando foi eleito com 30.889 votos. Foi reeleito em 1998, com 54.117 votos, e em 2002 com 64.560 votos.
Em 2006 foi eleito Deputado Federal pelo Partido Liberal, com 139.200 votos. Em 2010 foi reeleito pelo Partido da República (atual Partido Liberal), com 117.230 votos.
Foi reeleito novamente em 2014, para a 55.ª legislatura (2015-2019), com 123.377 votos. Votou a favor do Processo de impeachment de Dilma Rousseff. Foi favorável à PEC do Teto dos Gastos Públicos. Em abril de 2017 votou a favor da Reforma Trabalhista.  Em agosto de 2017 votou contra o processo em que se pedia abertura de investigação do então Presidente Michel Temer, ajudando a arquivar a denúncia do Ministério Público Federal.
Em 2018 foi reeleito para a 56ª legislatura (2019-2023), com 87.683 votos.

## Secretariado
No governo Aécio Neves, Bilac ocupou o cargo de Secretário de Estado de Ciência, Tecnologia e Ensino Superior de Minas Gerais no período de 2003 a 2006. 
No governo Anastasia ocupou o cargo de Secretário de Estado de Desenvolvimento Regional, Política Urbana e Gestão Metropolitana entre 2011 e 2014

## Prêmios e Honrarias
Ao longo de sua vida pública, Bilac recebeu diversos títulos e premiações como reconhecimento à seus trabalhos prestados ao Estado de Minas Gerais.

### Títulos de Cidadão
- Título de Cidadão Honorário de Conceição dos Ouros, MG
- Título de Cidadão Honorário de Maria da Fé, MG, 1993
- Título de Cidadão Honorário de Alterosa, MG, 1997
- Título de Cidadão Honorário de Tocosmojinense, Tocos do Moji, MG, 1998
- Título de Cidadão Honorário Delfinense, Delfim Moreira, MG, 1999
- Título de Cidadão Honorário Os Melhores, Cláudio e Região, MG, 2003
- Título de Cidadão Honorário Caldense, Caldas, MG, 2004
- Título de Cidadão Honorário Cristinense, Cristina, MG, 2004
- Título de Cidadão Honorário Estivense, Estiva, MG, 2005
- Título de Cidadão Honorário de Pouso Alegrense, Pouso Alegre, MG, 2006
- Título de Cidadão Honorário de Lavras, MG, 2007

### Títulos
- Título de Professor Honoris Causa, Universidade Federal de Alfenas, MG, 2005
- Título de Professor Honoris Causa, Universidade Estadual de Montes, MG, 2005
- Título Destaque Político, Sebrae, 1995
- Título Destaque Político, Agência Brasileira Sindicato da Indústria Elétrica e Eletrônica e Similares, 2005

### Medalhas e Condecorações
- Medalha de Honra do Mérito Legislativo, 1995
- Medalha de Honra do Mérito Princesa Isabel, Ordem do Mérito da Cultura e Cavaleiresca, Santo Amaro, SP, 1995]
- Medalha de Honra do Mérito Santos Dumont, 1996
- Medalha de Honra do Mérito da Inconfidência, 1996
- Medalha de Honra do Mérito Inácio da Costa Rezende, Cachoeira de Minas, MG, 2004
- Medalha de Honra do Mérito Minas Novas, MG, 2005
- Medalha de Honra do Mérito Uniaraxá, Centro Universitário Araxá, MG, 2005
- Medalha de Honra do Mérito 20 Anos Fapemig, 2006
- Medalha de Honra do Mérito Tancredo Neves, Universidade Federal de São João Del Rei, MG, 2007
- Condecoração Insígnia Zumbi dos Palmares, Três Pontas, MG
- Condecoração Colar do Mérito da Corte de Contas Ministro José Maria Alkimim, 1997
- Condecoração como Palestrante, Pesquisa, Desenvolvimento e Inovação no Estado de Minas Gerais
- Condecoração IX Simpósio de Proteção ao Conhecimento, 2004
- Prêmio Otacílio Cunha, Comissão Nacional de Energia Nuclear, 2004